# Municipio de Pearl (Dakota del Norte)
El municipio de Pearl (en inglés: Pearl Township) es un municipio ubicado en el condado de Golden Valley en el estado estadounidense de Dakota del Norte. En el año 2010 tenía una población de 8 habitantes y una densidad poblacional de 0,04 personas por km².

## Geografía
El municipio de Pearl se encuentra ubicado en las coordenadas 47°14′49″N 103°52′52″O / 47.24694, -103.88111. Según la Oficina del Censo de los Estados Unidos, el municipio tiene una superficie total de 187.25 km², de la cual 186,97 km² corresponden a tierra firme y (0,15 %) 0,28 km² es agua.

## Demografía
Según el censo de 2010, había 8 personas residiendo en el municipio de Pearl. La densidad de población era de 0,04 hab./km². De los 8 habitantes, el municipio de Pearl estaba compuesto por el 100 % blancos. Del total de la población el 0 % eran hispanos o latinos de cualquier raza.